# Xylocopa caribea
Xylocopa caribea är en biart som beskrevs av Amédée Louis Michel Lepeletier 1841. Xylocopa caribea ingår i släktet snickarbin, och familjen långtungebin. Inga underarter finns listade i Catalogue of Life.